# Federación Costarricense de Baloncesto Aficionado
Der Costa-ricanische Basketballverband ist der offizielle Basketballverband in Costa Rica. Er hat seinen Sitz in San José.

## Geschichte und Aufgaben
Der Verband ist seit 1969 Mitglied der Fédération Internationale de Basketball (FIBA) und damit auch Mitglied der FIBA Amerika. Präsident des Verbandes ist zur Zeit Mauricio Bravo. Sein Generalsekretär ist Jeffry Camacho Gutiérrez.
Der Verband ist für die Organisation, Leitung und Entwicklung des Basketballsports in Coata Rica verantwortlich. Der Verband vertritt den Basketballsport gegenüber Behörden sowie nationalen und internationalen Sportorganisationen.
Zusätzlich verteidigt der Verband auch die moralischen und materiellen Interessen des Costa-ricanischen Basketballs. Der Verband organisiert die Nationale Meisterschaft und ist für die Costa-ricanische Basketballnationalmannschaft und die Costa-ricanische Basketballnationalmannschaft der Damen verantwortlich.

## Fakten zum Verband
| Kriterium               | Fakten                   |
| ----------------------- | ------------------------ |
| Gründungsjahr           |                          |
| Jahr des FIBA-Beitritts | 1969                     |
| Kontinental Verband     | FIBA Amerika             |
| Sitz des Verbandes      | San José                 |
| Präsident               | Mauricio Bravo           |
| Generalsekretär         | Jeffry Camacho Gutiérrez |
| Höchste Liga            |                          |
| Sonstiges               |                          |